# Групни секс
Групни секс је сексуални чин у којем учествује више од два учесника у исто време. Групни секс је израз који се најчешће користи да би се описао сексуални однос између више људских јединки. Међутим, групни секс постоји и међу различитим животињских врстама као што су муфлони и бонобоноси.
Било који сексуални однос између двоје људи може бити део групног секса, али то могу бити и одређене сексуалне активности које због своје природе подразумевају учешће више од две особе. Групни секс у којем у једну особу пенетрира више других особа, на енглеском говорном подручју често се назива генг-бенг (gang bang) или на српском „групњак“, а може се наћи и назив „редаљка". Разлика између оргија и тројке, четворке, петице итд. је у томе што код тројке постоји само један сексуални чин између троје људи који може бити део неког већег сексуалног дешавања, али се не може рашчланити на мање целине. Уколико у оквиру тројке постоје две или више различитих сексуалних активности, онда она прераста у оргије. Групни секс може подразумевати сексуалну активност између људи различитих сексуалних оријентација и полова.

## Групни секс у савременој култури
Иако је групни секс у прошлости упражњаван у различитим културама широм света, тек 1960. заговорници групног секса изнели су пред западну јавности идеју рекреативног упражњавања групног секса (наспрам његове некадашње чисто ритуалне природе). Групе као што су Лига за сексуалне слободе и Сак колектив увеле су велики број својих чланова у свет масовног групног секса. Након периода експериментисања током 60-их година групни секс постао је део мејнстрима и његови различити облици постали су јако популарни у САД и Европи током 70-их година 20 века.

## Врсте групног секса
У групном сексу могу учествовати три или више особа било ког пола и сексуалног опредељења. Сами догађаји могу бити дефинисани сексуалним активностима које се на њима одвијају. Нпр. сексуални однос између више стрејт јединки подразумевао би искључиво хетеросексуалне односе. Неки догађаји који подразумевају групни секс намењени су одређеним групама које имају посебне сексуалне склоности или опредељења. Неки сексуални клубови нпр. захтевају да њихови посетиоци долазе у пару и не дозвољавају физички контакт између људи из различитих парова. Групни секс може обухватити и одређене посебне специфичне активности; нпр. садо-мазо док се тзв. „ванила“ групе ограничавају искључиво на класичне облике сексуалног чина.
У многим културама, јавни сексуални однос представља табу и забрањен је законом; многе друштвене групе се такође згражавају над сексом који није моногаман. Због тога се групни секс често одвија на приватним скривеним локацијама као што су виле, хотелске собе, ненасељена подручја или приватни клубови. Секс клубови често дозвољавају приступ само својим члановима, док мање формалне локације као што су велики паркинзи, шумовита подручја и сл. не обезбеђују потребан ниво приватности. Понекад се групни секс упражњава и у ноћним клубовима, јавним купатилима, центрима за масажу или баровима иако су оваква места (нарочито уколико их често посећују сексуалне мањине као што су хомосексуалци и лезбијке, а налазе се у земљи која је нетолерантна према хомосексуалности) често на удару закона. Групни секс такође може бити део неке друге друштвене активности као што су журке, концерти или друга већа јавна окупљања. 
Непријатност која наступа након сексуалног односа између пријатеља, партнера или странаца унутар групе чест је проблем који се јавља код групног секса нарочито када до њега дође у спонтаним ситуацијама и то најчешће након конзумације алкохола унутар једне блиске друштвене групе. Још један значајан проблем када је у питању групни секс, а који је најчешћи у хетеросексуалној заједници је мањак особа које су спремне да у њему учествују због друштвене осуде и тенденције да се овакве особе означе као промискуитетне. Због или упркос друштвене осуде која прати групни секс, учествовање у групном сексу представља честу сексуалну фантазију иако редовно учествовање у групним сексуалним сеансама представља реткост у многим друштвима.

## Истраживања
Фантазије о групном сексу су релативно честе међу женама и мушкарцима. Обимна истраживања показала су да између 54%-88% људи машта о томе да посматра друге људе како воде љубав, 40%-42% машта о томе да их други посматрају док воде љубав, а између 39%-72% машта о везивању током сексуалног чина. Упражњавање групног секса је такође било обухваћено одређеним истраживањима. Тако је Јанус извештај установио да је 14% мушкараца и 8% жена учествовало у групном сексу. Кинсијев извештај је обухватио више облика сексуалног понашања али њихов веб-сајт не спомиње тројку или групни секс у коначним резултатима свог истраживања. 

## Сигурност
Са појавом АИДС-а групни секс уврштен је у високо ризичне сексуалне активности због чега је значајно опао број учесника у масовним сеансама групног секса међу непознатим људима па се тежиште ове сексуалне активности пренело на мање, интимније групе, обично сачињене од љубавних партнера и блиских пријатеља. Као одговор на опасност од преношења полних болести, поједине групе су почеле да организују сеансе сигурног групног секса како би његовим љубитељима понудили ужитак без ризика. Овакви догађаји обично подразумевају да се током ређих сексуалних односа обавезно користе кондоми, а да се тежиште сексуалне активности преноси на групну мастурбацију, орални секс уз обавезну заштиту, употребу сексуалних помагала или друге мање ризичне активности. Већина клубова у којима се одржавају сеансе групног секса обезбеђује учесницима кондоме, рукавице од латекса, лубриканте и друге реквизите неопходне за упражњавање сигурног секса.
Пристанак такође може бити спорно питање за учеснике у сеансама групног секса, зато што поједини учесници можда нису спремни да учествују у свим сексуалним активностима (нпр. можда би желели да учествују само у сексуалним играма без пенетрације) због чега често није могуће јасно установити границу до које се сме ићи током сеансе. Како би се отклонили овакви неспоразуми организатори сеанси групног секса предвиђају одређена ограничења или уводе одређене обичаје како би се осигурала сагласност свих учесника; нпр. неке групе користе специфичне невербалне сигнале (укрштање погледа, покрете руком) како би се изразила сагласност или њен изостанак. У складу са тим конзумирање алкохола или употреба дроге могу бити ризични фактори који могу довести до нежељеног сексуалног контакта током сеансе групног секса. Док се израз оргија обично користи да би се именова вољни групни секс (као и други изрази нпр. „групњак“, „возић“ или „редаљка“) он се може употребити и да би означио сексуални напад почињен од стране више учесника. 